# Archivio Antonio Del Donno
L’archivio Antonio Del Donno nasce nel 1995, per decisione dell’artista e del suo procuratore, il dott. Alberto Molinari, a seguito del crescente interesse dei musei e dei collezionisti per le opere del maestro. L’archivio è quotidianamente impegnato nella promozione e nella tutela delle opere di Antonio Del Donno, basandosi sulla catalogazione delle stesse e la raccolta di ogni tipo di documento riguardante l’artista, oltre al rilascio delle autentiche, unica documentazione valida ai fini di certificare l’origine delle opere. Responsabile unico dell’archivio è il dott. Alberto Molinari.

## Editoria
L’archivio Antonio Del Donno è impegnato nella pubblicazione di materiali divulgativi e informativi su media e social, di articoli su riviste specializzate, di brochure per mostre e dibattiti. Nel 2016 l’Archivio ha pubblicato il primo catalogo delle opere del maestro.

## Esposizioni
L’archivio svolge attività di allestimento di esposizioni in Italia e all’estero, utilizzando il proprio patrimonio artistico. Numerose sono le esposizioni permanenti di opere scultoree in luoghi aperti al pubblico in varie città.

## Autentiche
L’archivio procede all’attività di autenticazione e archiviazione delle opere del maestro a richiesta degli interessati, avvalendosi, in caso di difficoltà di decifrazione del materiale inviato, di un comitato scientifico composto da vari esperti.

## Sede
L’archivio ha sede in Roma, in Viale Giuseppe Mazzini n. 1.